# いではく
いで はく（本名・井出 博正（いで ひろまさ）、1941年〈昭和16年〉11月22日 - ）は、日本の作詞家。日本音楽著作権協会（JASRAC）会長（2016年4月-）。日本音楽作家団体協議会理事長、松尾芸能振興財団理事。

## 経歴・人物
長野県南佐久郡南牧村海尻出身。長野県野沢北高等学校を経て1965年早稲田大学商学部卒業後、全国モーターボート競走会連合会の教官として活動。全国の競艇場（24場）を回って、選手のスタート試験や登録試験などを担当した。その後は友人と共に会社を起業し、幼児向け英語教材（カセットテープ）を大手の出版社と連携して販売した。最初は売れ行きも好調だったが、提携先企業が苦境に陥り、僅か2年で失敗に終わる。その後は遠藤実の秘書となり、1971年に作詞家となる。1973年「親子流し唄」でレコードデビュー。日本レコード大賞ロングセラー賞、同作詩賞、2006年文化庁長官表彰、2015年外務大臣表彰。
2009年4月20日、日本音楽著作権協会（JASRAC）理事として出席した、著作権制度の議論のための文化審議会著作権分科会「基本問題小委員会」第1回会合で、「自家用車で聞くために、消費者はもう1枚同じCDを買うのか」という質問に対して「当然だと思う」と発言し、消費者から批判が集中した。

## 主な楽曲
五十音順
- 小沢亜貴子「日本全国かずま君」
- 春日八郎「ふたりの坂道」
- 川中美幸「ふたりの春」
- 北川大介「雨の酒場町」「ブルーな街角」
- 北島三郎「比叡の風」第51回日本レコード大賞作詩賞
- 小柳ルミ子「南風」
- 小林幸子「あれから一年たちました」
- さとう宗幸「欅伝説」
- 伸歌華「情け酒」
- 杉良太郎「江戸の黒豹」「明日の詩」「すきま風」「風が吹くまま」
- 千昌夫「北国の春」
- チェリッシュ「明日に向かって」
- 中澤卓也「彼岸花の咲く頃」
- 一節太郎「親子流し唄」
- 藤本美貴「置き手紙」（堀内孝雄との共作）
- 三山ひろし「北海港節」第56回日本作詩大賞
- 森進一「昭和流れ歌」
- 森昌子「信濃路梓川」
- 帝京大学グループ応援歌